# Эбни-Гастингс, Эдвард, 14-й граф Лаудон
Майкл Эдвард Эбни-Гастингс, 14-й граф Лаудон (урождённый Майкл Эдвард Лорд ; 22 июля 1942 — 30 июня 2012) — британо-австралийский фермер, который наиболее известен благодаря документальному фильму 2004 года «Настоящий монарх Британии», в котором утверждалось, что он был законным монархом Англии вместо королевы Елизаветы II. Он носил титул учтивости — лорд Мохлин с 1960 по 2002 год.

## Происхождение и образование
Родился 22 июля 1942 года в графстве Сассекс, Англия. Единственный сын капитана Уолтера Стрикленда Лорда и Барбары Эбни-Гастингс, 13-й графини Лаудон (1919—2002). Родился под именем Майкл Эдвард Лорд. Позже он жил в Эшби-де-ла-Зоуч в Лестершире, и его имя было официально изменено через акт о праве собственности на Майкла Эдварда Эбни-Гастингса в 1946 году. В юности он получил образование в колледже Амплфорт в Северном Йоркшире, прежде чем переехал в Австралию, когда ему было 18 лет.

## Претензия на английский престол
В 2004 году документальный фильм Britain’s Real Monarch, показанный на канале Channel 4 в Великобритании, повторил утверждение, что Эдвард Майкл Эбни-Гастингс, как старший потомок Джорджа Плантагенета, 1-го герцога Кларенса, является законным королем Англии. Этот аргумент включает в себя два спорных утверждения: во-первых, что король Англии Эдуард IV Йоркский был незаконнорожденным, основано на обвинении в том, что его предполагаемый отец, Ричард Плантагенет, герцог Йоркский, отсутствовал в то время, когда, как считается, был зачат Эдуард; и, во-вторых, что корона Плантагенетов должна была передаваться по мужской линии первородства. Кроме того, король Англии Генрих VI наложил осуждение на Эдуарда после того, как он был восстановлен на троне, и назвал Джорджа, герцога Кларенса, наследником престола после Генриха VI и его законного потомства.

## Личные взгляды и семья
Эбни-Гастингс был убежденным австралийским республиканцем и не выражал никакого интереса к отстаиванию своих притязаний на трон, хотя это его забавляло. Он воздерживался от публичного использования своего титула.
В 1969 году Эдвард Майкл Эбни-Гастингс женился Ноэлин Маргарет Маккормик (? — 19 августа 2002), от брака с которой у него было два сына и три дочери. Его старший сын, Саймон, носил титул учтивости — лорд Мохлин до смерти своего отца 30 июня 2012 года.
- Леди Аманда Луиза Эбни-Гастингс (род. 1969)
- Леди Лиза Мари Эбни-Гастингс (1971—2012)
- Саймон Майкл Эбни-Гастингс, 15-й граф Лаудон (род. 29 октября 1974), старший сын и преемник отца.
- Леди Ребекка Ли Эбни-Гастингс (род. 1974)
- Достопочтенный Маркус Уильям Эбни-Гастингс (род. 1981).

1 ноября 2002 года после смерти своей матери Эдвард Майкл Эбни-Гастингс унаследовал титулы 14-го графа Лаудона (Пэрство Шотландии), 14-го лорда Тарринзена и Мохлина (Пэрство Шотландии) и 16-го лорда Кэмпбелла из Лаудона (Пэрство Шотландии).
Эбни-Гастингс был советником района Джерилдери, избранным в 2004 году и переизбранным в 2008 году.
Лорд Лаудон скончался 30 июня 2012 года в возрасте 69 лет в Джерилдери, Новый Южный Уэльс, Австралия.